# Gossip Girl (4.ª temporada)
A quarta temporada da série de televisão americana de drama adolescente Gossip Girl estreou na The CW em 13 de setembro de 2010, e terminou em 16 de maio de 2011, consistindo um total de 22 episódios. Baseado na série de livros do mesmo nome de Cecily von Ziegesar, a série foi desenvolvida para a televisão por Josh Schwartz e Stephanie Savage. A The CW renovou a série para uma quarta temporada em 16 de fevereiro de 2010. Blake Lively, Leighton Meester, Penn Badgley, Chace Crawford, Taylor Momsen, Ed Westwick, Jessica Szohr, Kelly Rutherford e Matthew Settle todos retornam como regulares da série.

## Enredo
A primeira metade da temporada se concentra em Juliet, uma garota misteriosa com uma vingança contra Serena. A segunda metade se concentra em Chuck, tentando manter o negócio do pai do antigo rival e sua relação com Blair. A temporada também se concentra no relacionamento de Blair com um príncipe, Nate revisitando velhos problemas familiares, a deterioração da amizade entre Dan e Vanessa e seus sentimentos crescentes por Blair, bem como a prima de Serena, Charlie, e sua integração no Upper East Side.

## Elenco e personagens

### Elenco regular
- Blake Lively como Serena van der Woodsen
- Leighton Meester como Blair Waldorf
- Penn Badgley como Dan Humphrey
- Chace Crawford como Nate Archibald
- Taylor Momsen como Jenny Humphrey
- Ed Westwick como Chuck Bass
- Jessica Szohr como Vanessa Abrams
- Kelly Rutherford como  Lily Humphrey
- Matthew Settle como Rufus Humphrey
- Kristen Bell como Gossip Girl (não creditado)

### Regulares recorrentes
- Kaylee DeFer como  Charlie Rhodes
- Connor Paolo como Eric van der Woodsen
- Margaret Colin como Eleanor Waldorf-Rose
- Zuzanna Szadkowski como Dorota Kishlovsky
- Katie Cassidy como Juliet Sharp

### Elenco recorrente
- Desmond Harrington como Jack Bass
- David Call como Ben Donovan
- Amanda Setton como Penelope Shafai
- Alice Callahan como Jessica Leitenberg
- Sam Robards como Howard Archibald
- Michael Boatman como Russell Thorpe
- Tika Sumpter como Raina Thorpe

### Elenco convidado
- Michelle Trachtenberg como Georgina Sparks
- Hugo Becker como Louis Grimaldi
- Clémence Poésy como Eva Coupeau
- Marlyne Barrett como Martha
- Samuel Page como Colin Forrester
- Tim Gunn como ele mesmo
- Francie Swift como Anne Archibald
- Kevin Zegers como Damien Dalgaard
- Caitlin FitzGerald como Epperly Lawrence
- Luke Kleintank como Elliot Garfield
- Sheila Kelley como Carol Rhodes
- Joanne Whalley como a princesa Sophie
- Desmond Harrington como Jack Bass
- Wallace Shawn como Cyrus Rose
- Nicole Fiscella como Isabel Coates
- Nan Zhang como Kati Farkas

## Episódios
| N.º na série | N.º na temp. | Título                                                             | Dirigido por        | Escrito por                      | Exibição original       | Audiência (milhões) |
| --- | ------------ | ------------------------------------------------------------------ | ------------------- | -------------------------------- | ----------------------- | ------------------- |
| 66 | 1            | "Belles de Jour" "(Belas da Tarde)"                                | Mark Piznarski      | Joshua Safran & Stephanie Savage | 13 de setembro de 2010  | 1.83                |
| De alguma forma todos preferem se esconder do que enfrentar as consequências do mundo real. Enquanto Serena e Blair vão curtir uma temporada na França, Nate prefere usufruir da vida fácil que o caderninho preto de Chuck proporciona. Sem saída, Dan parecer ser o único que está enfrentando a dura realidade. |              |                                                                    |                     |                                  |                         |                     |
| 67 | 2            | "Double Identity" "(Identidade Dupla)"                             | Mark Piznarski      | Sara Goodman & Joshua Safran     | 20 de setembro de 2010  | 1.84                |
| Infelizmente as férias de verão estão chegando ao fim e enquanto todos passam a procurar por Chuck, que está desaparecido há alguns meses por vontade própria, Dan tem que segurar a barra de ser pai solteiro desde que Georgina desapareceu. Cada vez mais envolvido por Juliet, Nate se deixa levar pelos joguinhos sujos da sua mais nova amiguinha. |              |                                                                    |                     |                                  |                         |                     |
| 68 | 3            | "The Undergraduates" "(As Universitárias)"                         | Norman Buckley      | Amanda Lasher                    | 27 de setembro de 2010  | 1.78                |
| Quase tudo volta ao normal com o primeiro dia de aula. Blair fica decepcionada com a Gossip Girl, que está em manutenção, já Serena acha ótimo, pois só assim elas terão um pouco se sossego. Mais uma vez a amizade entre Blair e Serena será colocada à prova quando as duas disputam uma vaga para a fraternidade. Chuck volta de viagem e traz um brinde de sua passagem pela Europa, porém, nem todos o querem por perto. Rufus além de descobrir que Georgina mentiu para todos, fica com a difícil tarefa de dizer toda a verdade para Dan. |              |                                                                    |                     |                                  |                         |                     |
| 69 | 4            | "Touch of Eva" "(Toque de Eva)"                                    | Andrew McCarthy     | Leila Gerstein                   | 4 de outubro de 2010    | 2.00                |
| Graças a Eva, Chuck se transformou em um novo homem e hoje, além de ser um generoso filantropo, ele também está envolvido em diversas causas beneficentes. Enquanto Vanessa está preocupada com as atitudes de Dan, Blair e Serena fazem promessas que nunca poderão cumprir. Blair declara guerra a Eva e está decidida a procurar algo que suje a reputação da mais nova queridinha da cidade. Nate fica inseguro com as atitudes de Juliet e passa a desconfiar do jeito misterioso da moça.                                                    |              |                                                                    |                     |                                  |                         |                     |
| 70 | 5            | "Goodbye, Columbia" "(Adeus, Columbia)"                            | Jeremiah Chechik    | Robert Hull                      | 11 de outubro de 2010   | 1.78                |
| Depois de decidir que Dan e Nate viraram coisa do passado, Serena acredita que pode ser uma nova mulher, mas ela nem imagina que Juliet está armando mais um golpe para desmoralizá-la. Descontrolado, Chuck parte para o contra-ataque e começa a destruir todos os desejos de Blair, assim, ele acredita que irá tirar a coisa que ela mais ama. |              |                                                                    |                     |                                  |                         |                     |
| 71 | 6            | "Easy J" "(Calma, J)"                                              | Lee Shallat-Chemel  | Jake Coburn                      | 25 de outubro de 2010   | 1.88                |
| Enquanto Serena fica surpresa ao descobrir que seu mais novo professor é a pessoa com quem ela passou a noite, Blair promete infernizar a vida de Jenny ao descobrir que ela voltou a cidade. Ao visitar seu pai na cadeia, Nate encontra Juliet na fila do presídio, o que o deixa meio desconfiado. |              |                                                                    |                     |                                  |                         |                     |
| 72 | 7            | "War at the Roses" "(Guerra no Estilo dos Roses)"                  | Joe Lazarov         | Jessica Queller                  | 1 de novembro de 2010   | 1.82                |
| Enquanto Blair organiza sua festança de aniversário, Lily e Rufus desistem de comemorar o primeiro ano de casamento, pois Jenny não poderá comparecer. Triste com a situação criada por Chuck e Blair, Dan se junta a Eric para destruir a recente paz selada pelo casal e assim conseguir que Jenny venha a cidade. |              |                                                                    |                     |                                  |                         |                     |
| 73 | 8            | "Juliet Doesn't Live Here Anymore" "(Juliet Não Mora Mais Aqui)"   | Patrick Norris      | Jeanne Leitenberg                | 8 de novembro de 2010   | 1.78                |
| Ao mesmo tempo em que Dan descobre que Serena e seu professor estão saindo juntos, Serena vê Chuck e Blair em um momento comprometedor. Enquanto Juliet tem provas que podem destruir a reputação de Serena, Nate descobre que a sua namorada vem mentido para ele. |              |                                                                    |                     |                                  |                         |                     |
| 74 | 9            | "The Witches of Bushwick" "(As Bruxas de Bushwick)"                | Ron Fortunato       | Sara Goodman                     | 15 de novembro de 2010  | 1.69                |
| Serena se vê envolvida em um grande problema quando seu relacionamento com seu professor é publicado pelos jornais. Enquanto Dan e Nate, com uma ajudinha da Vanessa, fazem as pazes, Chuck prepara uma mega festa para tirar seu hotel do ostracismo, mas para obter sucessos nos negócios, ele tem que tirar da cabeça sua maior paixão. Jenny está de volta, mas não a passeio, ela veio armar para seus "inimigos". |              |                                                                    |                     |                                  |                         |                     |
| 75 | 10           | "Gaslit" "(Ludibriada)"                                            | Tate Donovan        | Robert Hull & Joshua Safran      | 29 de novembro de 2010  | 1.96                |
| É Dia de Ação de Graças e Nate descobre que sua mãe não aguenta mais a pressão dos últimos anos e pretende pedir a separação. Serena acorda em um motel barato, drogada e assustada, sem se lembrar de nada. Mesmo jurando inocência, Lilly não vê outra alternativa a não ser internar a filha, já que não é a primeira vez que ela apronta. |              |                                                                    |                     |                                  |                         |                     |
| 76 | 11           | "The Townie" "(Menina do Interior)"                                | Joe Lazarov         | Amanda Lasher & Stephanie Savage | 6 de dezembro de 2010   | 2.06                |
| Ao descobrirem que Serena foi vítima das armações de Juliet, Dan e Blair se unem para encontrá-la e desmascará-la. Nate fica desapontado ao perceber que seu pai pode estar mentindo. Internada, Serena rende-se ao tratamento e relembra os fatos marcantes que fizeram sua vida se transformar em um pesadelo. |              |                                                                    |                     |                                  |                         |                     |
| 77 | 12           | "The Kids Are Not All Right" "(A Garotada Vai Aprontar)"           | Allan Kroeker       | K.J. Steinberg                   | 24 de janeiro de 2011   | 1.58                |
| Serena volta de viagem sem conseguir encontrar o juiz que sua mãe usou para prender um dos seus antigos professores e nem percebe que Blair e Dan estão escondendo algo. Chuck também volta, sem conseguir os aliados necessários para impedir que Lily venda as empresas Bass. Unidos, Serena e Chuck procuram um jeito de neutralizar Lily e, assim, atingirem seus objetivos. Já Nate vê que seu pai parece não ter mais jeito e fica muito preocupado com o que pode acontecer.                                                                |              |                                                                    |                     |                                  |                         |                     |
| 78 | 13           | "Damien Darko"                                                     | Jeremiah Chechik    | Leila Gerstein                   | 31 de janeiro de 2011   | 1.51                |
| Apesar de estar em êxtase com seu novo estágio, blair prefere fazer mistérios, porém sua empolgação acaba ao descobrir que Dan irá trabalhar com ela. Em uma verdadeira guerra pelo legado Bass, Chuck pede que Raina demita o capitão. A cada dia Eric e Serena ficam mais decepcionados com as atitudes de Lily. |              |                                                                    |                     |                                  |                         |                     |
| 79 | 14           | "Panic Roommate" "(Colega de Quarto do Pânico)"                    | Andrew McCarthy     | Jake Coburn                      | 7 de fevereiro de 2011  | 1.62                |
| Rufus cede um quarto do loft para Ben, enquanto Eric é envolvido por Damien em um perigoso jogo, Chuck se vê dividido entre trabalho e prazer, já Blair pede que Nate seduza Epperly, sua chefe na W Magazine. Quando percebe que Serena está completamente apaixonada por Ben, Eric se vê na obrigação de mostrar para irmã que o rapaz não é flor que se cheire. |              |                                                                    |                     |                                  |                         |                     |
| 80 | 15           | "It-Girl Happened One Night" "(Garota Sensação da Noite pro Dia)"  | Bart Wenrich        | Alex McNally                     | 14 de fevereiro de 2011 | 1.32                |
| Com Russell Thorpe pronto para comprar suas empresas, Chuck acredita estar fazendo a coisa certa, ao tentar provar seu valor como homem e empresário. Para ser efetivada no cargo, Blair tem que fazer uma matéria especial para o dia dos namorados. Apesar de ter escrito um ótimo artigo, Dan precisa correr atrás da Blair para ajudá-lo a publicá-lo. |              |                                                                    |                     |                                  |                         |                     |
| 81 | 16           | "While You Weren't Sleeping" "(Enquanto Você Não Estava Dormindo)" | Norman Buckley      | Sara Goodman                     | 21 de fevereiro de 2011 | 1.57                |
| Eric está completando 18 anos, mas não há motivos para comemorar, já que falou demais e agora tem que pagar um alto preço. Enquanto Chuck e Lily se unem contra Thorpe, Serena tem que escolher entre Ben e sua família. Blair quer ser uma mulher poderosa, mas além de estar indo pelo caminho errado, seu estilo ditador está afastando as pessoas. |              |                                                                    |                     |                                  |                         |                     |
| 82 | 17           | "Empire of the Son" "(Império do Filho)"                           | David Warren        | Robert Hull                      | 28 de fevereiro de 2011 | 1.39                |
| Thorpe está tão obcecado em destruir o legado dos Bass, que nem percebe que envolveu sua filha num perigoso jogo. Enquanto Nate e Raina estão cada vez mais próximos, Serena mal consegue ver ou falar com seu namorado. Apesar de passarem muito tempo juntos, Blair e Dan não sabem como classificar esse relacionamento, e o pânico toma conta de suas almas. |              |                                                                    |                     |                                  |                         |                     |
| 83 | 18           | "The Kids Stay in the Picture" "(Os Filhos Permanecem na Foto)"    | J. Miller Tobin     | Jessica Queller                  | 18 de abril de 2011     | 1.43                |
| Depois de assumir todos os seus erros, Lily pode ser presa a qualquer momento. Enquanto Nate e Raina estão cada vez mais próximos, Rufus tem que fazer um esforço imenso para aguentar toda a família de sua esposa. Sentido-se sufocado, Dan conta para Eric o seu segredinho. |              |                                                                    |                     |                                  |                         |                     |
| 84 | 19           | "Petty in Pink" "(Alvo Cor-de-Rosa)"                               | Liz Friedlander     | Amanda Lasher                    | 25 de abril de 2011     | 1.55                |
| Ao desconfiar que Dan e Blair estão muito próximos, Serena pede que sua prima Charlie passe a vigiá-los. Dan precisa escrever uma matéria sobre um príncipe europeu que está na cidade, mais ele nem imagina quem é a companhia do monarca na cidade. Enquanto Lily fica decepcionada com sua amigas, Chuck fica frustrado com o seu passado. |              |                                                                    |                     |                                  |                         |                     |
| 85 | 20           | "The Princesses and the Frog" "(As Princesas e o Sapo)"            | Andrew McCarthy     | Leila Gerstein                   | 2 de maio de 2011       | 1.27                |
| Enquanto Chuck se tranca em seu hotel, Blair acredita que achou seu príncipe encantado, e ela nem imagina que sua melhor amiga está armando contra ela. Dan e Charlie estão a cada dia mais próximos. Nate fica divido entre a sua lealdade a Chuck e ao amor que sente por Raina. Rufus não se preocupa com a intensa convivência que terá ao lado de Lily, já que estará ocupado produzindo o DVD de uma nova banda. |              |                                                                    |                     |                                  |                         |                     |
| 86 | 21           | "Shattered Bass" "(Bass em Pedaços)"                               | Allison Liddi-Brown | Sara Goodman                     | 9 de maio de 2011       | 1.20                |
| Enquanto o mundo de Chuck desmorona, Blair vive um verdadeiro conto de fadas. Tudo fica ainda melhor quando sua mãe e padrasto voltam à cidade e oferecem um jantar de noivado para a filha e o príncipe. Cega pelo ódio, Raina consegue um forte aliado na sua vingança contra Chuck. Cada vez mais à vontade, Charlie põe as garras de fora. |              |                                                                    |                     |                                  |                         |                     |
| 87 | 22           | "The Wrong Goodbye" "(O Adeus Errado)"                             | Patrick Norris      | Joshua Safran                    | 16 de maio de 2011      | 1.36                |
| Depois de descobrir que Charlie não está em seu juízo perfeito, Serena se une a Vanessa e sai à procura da prima. Enquanto todos se divertem na festa da Constance Billard, Blair corre grande perigo, já que Russell quer vingança. |              |                                                                    |                     |                                  |                         |                     |

## Produção
A série foi renovada para uma quarta temporada em 16 de fevereiro de 2010. Continuou a ir às segundas-feiras às 9/8c, seguindo de 90210.
Blake Lively, Leighton Meester, Ed Westwick e Clémence Poésy começaram a filmar esta temporada em Paris em 5 de julho de 2010. Foi anunciado que Jessica Szohr estaria ausente por um número indeterminado de episódios. No entanto, Szohr começou a filmar em 9 de julho de 2010, o primeiro dia de produção em Nova York, juntamente com Penn Badgley, que indicava que ela voltaria mais cedo do que o previsto. Szohr apareceu na estréia da temporada. Taylor Momsen começou a filmar suas cenas em 30 de agosto de 2010. Taylor Momsen apareceu no episódio "Easy J", que foi ao ar em 25 de outubro de 2010, e retornou no status regular da série completa para a segunda metade da temporada. Também foi confirmado que Tate Donovan, que anteriormente trabalhou com os desenvolvedores da série Josh Schwartz e Stephanie Savage em The O.C., iria dirigir um episódio programado para entrar no ar em novembro de 2010.
Os dois primeiros episódios da temporada acontecem em Paris.
The Airborne Toxic Event fez uma aparição especial durante o final da 4 ª temporada, no episódio "The Wrong Goodbye" como a banda para a festa da Constance Billard Alumni, tocando a música "Changing" do seu segundo álbum, All at Once.